# Phyllonorycter rhynchosiae
Phyllonorycter rhynchosiae là một loài bướm đêm thuộc họ Gracillariidae. Nó được tìm thấy ở Nam Phi.
Ấu trùng ăn Eriosema psoraleoides, Rhynchosia confusa và Rhynchosia nitens. Chúng ăn lá nơi chúng làm tổ.